# L'Excellente Aventure de Bill et Ted
Série Bill & Ted
Les Folles Aventures de Bill et Ted
(1991)
Pour plus de détails, voir Fiche technique et Distribution.
L'Excellente Aventure de Bill et Ted (Bill & Ted's Excellent Adventure), ou Les Excellentes Aventures de Bill et Ted au Québec, est une comédie de science-fiction américaine réalisée par Stephen Herek, sortie en 1989.

## Synopsis
En 1988, à San Dimas, Theodore « Ted » Logan et Bill S. Preston sont deux adolescents, passionnés de musique. Ces deux cancres sont sur le point d'être renvoyés de leur école en raison de leurs résultats catastrophiques. Ils sont alors sommés de faire le meilleur des exposés d'histoire. Sinon ça sera la fin de leurs projets de groupe de rock — les Wyld Stallyns — et Ted sera envoyé dans une école militaire. Un soir, devant un supermarché Circle K, ils rencontrent Rufus, venu du futur avec une machine à voyager dans le temps en forme de cabine téléphonique. Ils vont alors traverser le passé et rencontrer de nombreuses figures historiques mais également de multiples embûches. Ils vont cependant approfondir leurs connaissances pour préparer leur exposé.

## Fiche technique
Sauf indication contraire, les informations mentionnées dans cette section peuvent être confirmées par la base de données cinématographiques IMDb,  présente dans la section « Liens externes ».
- Titre français : L'Excellente Aventure de Bill et Ted
- Titre français alternatif : La Formidable Aventure de Bill et Ted
- Titre québécois : Les Excellentes Aventures de Bill et Ted
- Titre original : Bill & Ted's Excellent Adventure
- Réalisation : Stephen Herek
- Scénario : Chris Matheson et Ed Solomon
- Musique : David Newman
- Photographie : Tim Suhrstedt
- Montage : Larry Bock et Patrick Rand
- Direction artistique : Roy Forge Smith
- Supervision de l'animation : David Michener
- Décors : Gordon White, Jennifer Williams
- Costumes : Jill M. Ohanneson
- Production : Scott Kroopf, Michael S. Murphey, Joel Soisson, Ted Field, Robert W. Cort, Stephen Deutsch, W. K. Border
- Sociétés de production : Dino De Laurentiis Company, Interscope Communications, Nelson Entertainment, en association avec Soisson/Murphey Productions
- Sociétés de distribution : Orion Pictures (États-Unis), Pathé Distribution (France)
- Budget : 10 000 000 USD
- Pays de production :  États-Unis
- Langues originales : anglais, français, allemand et grec ancien
- Genre : comédie de science-fiction et d'aventures
- Durée : 90 minutes
- Dates de sortie[1] : 
  - États-Unis : 17 février 1989
  - France : 19 septembre 1990

## Distribution
- Keanu Reeves (VF : Yoann Sover) : Theodore « Ted » Logan
- Alex Winter : Bill S. Preston, Esq.
- George Carlin : Rufus
- Terry Camilleri : Napoléon Bonaparte
- Dan Shor : Billy the Kid
- Tony Steedman (en) : Socrate
- Rod Loomis (en) : Sigmund Freud
- Clifford David (en) : Ludwig van Beethoven
- Jane Wiedlin : Jeanne d'Arc
- Al Leong : Gengis Khan
- Robert V. Barron (en) : Abraham Lincoln
- Kimberley LaBelle : la princesse Elizabeth
- Diane Franklin (en) : la princesse Joanna
- Bernie Casey : M. Ryan, le prof d'histoire
- Hal Landon Jr. (VF : Mario Pecqueur) : le capitaine Logan, père de Ted
- J Patrick McNamara : le père de Bill
- Amy Stoch (en) : Missy, la belle-mère de Bill
- Frazier Bain : Deacon, le jeune frère de Ted
- Ruth Pittman : Daphne
- Dick Alexander : le gérant du bowling
- Jonathan Bond : l'employé du waterslide
- Ed Solomon : le serveur stupide
- Chris Matheson : le serveur laid
- Clarence Clemons, Fee Waybill (en) et Martha Davis : « The Three Most Important People in the World »

 Source et légende : version française (VF) sur RS Doublage

## Production

### Genèse et développement
Chris Matheson et Ed Solomon écrivent le script en 1987, en s'inspirant de sketches réalisés au lycée. Le réalisateur Stephen Herek pense que le scénario « extraordinairement drôle » mais reconnait que son humour est assez spécifique et peut ne toucher qu'un certain public : « ça peut être un énorme succès ou un énorme flop ». Le réalisateur a du mal à trouver un financement. Warner Bros. envisage un budget de 10 millions de dollars, mais n'est pas sûr de le financer. Le producteur italien Dino de Laurentiis participe finalement à la production via sa société De Laurentiis Entertainment Group (DEG).
Initialement développé comme un script spéculatif, il s'intitule initialement Bill & Ted's Time Van. L'intrigue était assez similaire mais voyait les deux personnages emprunter un van de leur ami Rufus âgé de 28 ans. Ils se retrouvent dans l'Allemagne nazie et ramènent Adolf Hitler dans le présent à San Dimas. Les deux scénaristes décident finalement de le remplacer par Napoléon Ier. Dans le script initial, certains camarades de classe de Bill et Ted voyageaient avec eux et empêchaient notamment la mort de Jules César dans la Rome antique. Ils créaient également des liens d'amitié avec un homme préhistorique. Le van servant à voyager dans le temps était un Chevrolet de 1969. L'idée est finalement abandonnée car cela rappelle trop la DeLorean de Retour vers le futur,. Des versions précédentes du script incluaient par ailleurs d'autres personnages historiques comme Charlemagne  ou le joueur de baseball Babe Ruth, ainsi qu'un personnage médiéval fictif, John le Serf (crédité au générique). Dans le scénario, Bill et Ted emmenaient ensuite les deux princesses au bal de promo.
Le film a failli ne pas sortir, à la suite de la faillite de De Laurentiis Entertainment Group, en banqueroute. Finalement en 1988, Nelson Entertainment rachète les droits et le distribuera en salle un an plus tard.

### Distribution des rôles
Dans une interview de 1991, le coscénariste Ed Solomon révèle que les personnages de Bill et Ted étaient originellement envisagés comme des « garçons maigrichons de 14 ans, avec des pantalons à pattes d'éléphant et des t-shirts de heavy metal » et méprisés par les élèves populaires à l'école. Cependant, le choix des acteurs Keanu Reeves et Alex Winter modifie les personnages qui deviennent plus cool. Concernant le casting de ces deux personnages, le réalisateur Stephen Herek avoue avoir auditionné entre 200 et 300 acteurs, comme Pauly Shore, Josh Richman, River Phoenix, Sean Penn ou encore Brendan Fraser,,,.
Alex Winter révèle plus tard que le choix de George Carlin pour incarner Rufus « a été un super accident ». Le rôle n'est pas pourvu quand le tournage débute. Le réalisateur Stephen Herek souhaite initialement Eddie Van Halen pour le rôle (son groupe Van Halen est mentionné dans le film à plusieurs reprises) mais le budget ne le permet pas. La production cherche alors un remplaçant qui aurait également un côté rock. Ringo Starr, Roger Daltrey, Sean Connery ou encore Charlie Sheen sont envisagés. Mais les producteurs se rendent compte que le personnage nécessite des talents comiques. Les producteurs Scott Kroopf et Bob Cort, qui venaient de produire Une chance pas croyable avec George Carlin, lui propose le rôle.
Pour incarner les trois personnages du futur (« The Three Most Important People in the World » en VO), les membres de ZZ Top sont envisagés. Cependant, le scénariste Ed Solomon a des liens avec les groupes E Street Band, The Tubes et The Motels. Ainsi, Clarence Clemons (E Street Band), Fee Waybill (en) (The Tubes) et Martha Davis (The Motels)

### Tournage
Le tournage s'étale sur 10 semaines dont deux en Italie. Il a lieu principalement dans l'Arizona : Phoenix, Tempe. Plusieurs scènes sont filmées autour de l'école secondaire Coronado High School de Scottsdale. Les scènes intérieures de l'auditorium à la fin du film sont tournées dans la East High School à Phoenix. Un décor de rue western des Southwestern Studios de Carefree est également utilisé.
Pour la séquence dans le parc aquatique de Waterloo, le parc Raging Waters (en) de San Dimas et le Golfland Sunsplash (en) de Mesa. Pour la séquence du centre commercial, l'équipe se rend au Metrocenter de Phoenix, tout comme le magasin Circle K,. En Italie, l'équipe tourne notamment dans le château Castello Orsini-Odescalchi à Bracciano (pour le décor du château de Henry VI).

## Bande originale
Bandes originales de Bill & Ted
Les Folles Aventures de Bill et Ted
(1991)
La musique du film est composée par David Newman. L'album de la bande originale, commercialisée en 1989 par A&M Records, contient cependant des chansons hard rock. Les compositions de David Newman ne seront éditées qu'à partir de 2014 en CD.
Liste des titres
1. Play with Me par Extreme
2. The Boys and Girls Are Doing It par Vital Signs
3. Not So Far Away par Glen Burtnik (en)
4. Dancing with a Gypsy par Tora Tora (en)
5. Father Time par Shark Island
6. I Can't Break Away par Big Pig
7. Dangerous par Shark Island
8. Walk Away par Bricklin
9. In Time par Robbi Robb
10. Two Heads Are Better Than One par Power Tool

Autres chansons présentes dans le film
- No Right to Do Me Wrong de Range War
- Party Up de Rori
- Bad Guitar de Stevie Salas
- Carlin's Solo de Stevie Salas
- Game of War de Warrant

## Accueil

### Critique
Le film reçoit des critiques partagées. The Washington Post publie une critique négative du film pointant du doigt le scénario qui est écrit comme un enchainement de sketches pour justifier la présence des personnages historiques, ainsi que la réalisation « Stephen Herek, s'il a un talent pour la comédie, il n'est pas visible ici ». Dans le Los Angeles Times, Chris Willman conclut sa critique par « Bill & Ted's Excellent Adventure […] n'est pas une satire de la stupidité, c'est une glorification de la stupidité  par amour de la stupidité. Bill et Ted sont heroïques dans leur capacité à réduire certains grand esprits historiques à leur niveau ». Certaines critiques sont plus positives. Dans Radio Times, Alan Jones écrit notamment : « C'est un fou-rire du début à la fin, un mélange de clichés du voyage dans le temps, de musique hard rock et du phrasé cool de la Valley sans défaut ».
Sur l'agrégateur américain Rotten Tomatoes, il récolte 79% d'opinions favorables pour 47 critiques et une note moyenne de 6,55⁄10. Sur Metacritic, il obtient une note moyenne de 50⁄100 pour 16 critiques.

### Box-office
Bill & Ted's Excellent Adventure rapporte plus de 40 millions de dollars sur le sol américain, pour un budget de 10 millions.

## Distinctions
- Saturn Awards 1991 : nomination pour le meilleur film de science-fiction et les meilleurs costumes pour Jill M. Ohanneson[26]
- Fantasporto 1990 : en compétition dans la catégorie meilleur film international

## Suites et héritage
Une suite sort en 1991 : Les Folles Aventures de Bill et Ted. En 2020 sort Bill et Ted sauvent l'univers.
Le film connait par ailleurs deux adaptations à la télévision. La première, Bill & Ted's Excellent Adventures (en), est une série télévisée d'animation diffusée entre 1990-1991. La première saison est développée par Hanna-Barbera Productions et diffusée sur CBS. Keanu Reeves, Alex Winter et George Carlin prêtent leur voix à leur personnage des films. La seconde saison est reprise par DIC et diffusée par Fox Kids. Les interprètes vocaux changent alors.
La seconde série adaptée du film est Bill & Ted's Excellent Adventures (en), en prise de vues réelle. Evan Richards et Christopher Kennedy reprennent les rôles respectifs de Bill et Ted. Elle ne connaitra que 7 épisodes.

## Commentaire
En 2010, la ville de San Dimas (où se déroule principalement le film), fête les 50 ans de son incorporation comme ville. Le slogan de la célébration est alors « San Dimas, 1960-2010 - An Excellent Adventure ».